# حلزون نفیر قرمز
حلزون نفیر قرمز (نام علمی: Neptunea antiqua) نام یک گونه از فراراستهُ تازه‌شکم‌پایان است.